# Бодур, Илья Дмитриевич
Илья Дмитриевич Бодур (1927 — 2000) — советский экономист и партийный деятель, первый секретарь Вулканештского районного комитета коммунистической партии МССР, кандидат экономических наук.

## Биография
Родился в болгарской крестьянской семье. Окончил сельскую школу, в годы Великой Отечественной войны находился на оккупированной территории. После освобождения республики, с 1944 работает учётчиком-табельщиком в совхозе «Чумай» Вулканешсткого района. В 1944–1945 проходил военную подготовку при Тараклийском районном военкомате. С 1945 занимал различные должности в районном финансовом отделе Тараклийского района: старший бухгалтер отдела государственных пособий многодетных и одиноких матерей, старший инспектор бюджета, заведующий районным финансовым отделом. В 1948 окончил трёхмесячные курсы при министерстве финансов Молдавской ССР. В 1954 окончил трёхгодичную Республиканскую партийную школу при ЦК КП МССР, был назначен начальником районного финансового отдела Атакского района. В 1956 окончил заочно Кишинёвский финансово-кредитный техникум, и до 1961 работал председателем колхоза имени К. Е. Ворошилова в Атакском районе. С 1961 на партийной и советской работе, до 1963 заведующий отделом пропаганды Атакского районного комитета партии, затем на советской работе в Дондюшанском районе как начальник районного финансового отдела, председатель районного исполнительного комитета. В декабре 1967 был избран первым секретарём районного комитета КП МССР в Вулканешстком районе Молдавской ССР. Указом ПВС СССР от 8 декабря 1973 за большие успехи, достигнутые во Всесоюзном социалистическом соревновании, и проявленную трудовую доблесть в выполнении принятых обязательств по увеличению производства и продажи государству зерна, овощей, фруктов, винограда и других продуктов земледелия в 1973 году присвоено звание Героя Социалистического Труда с вручением ордена Ленина и золотой медали «Серп и Молот». Избирался депутатом Верховного Совета Молдавской ССР, кандидатом в члены ЦК КП МССР. В апреле 1975 освобождён от должности с объявлением строгого выговора по партийной линии. В письме ЦК КП МССР отмечалось: 
«… как выяснилось, основания для присвоения звания Героя Социалистического Труда не было. В районе вскрыты многочисленные финансовые нарушения и приписки отчётности многих хозяйств об урожайности, продуктивности скота, производства с/х продукции в 1972 году. Как первый секретарь райкома Бодур, зная о злоупотреблениях служебным положением, не только не поправлял их, но и покровительствовал и поощрял ради создания видимости благополучия в районе».
 С 1976 работал заместителем председателя правления Молдавского союза потребительской кооперации (Молдавпотребсоюза), в мае 1986 освобождён и от этой должности. В июне 1986 в Президиум Верховного Совета СССР поступило представление из ЦК КП МССР, в котором отмечалось, И. Д. Бодур, работая заместителем председателя Молдавпотребсоюза, не уделял должного внимания предприятиям и организациям, по-прежнему потворствовал расхитителям социалистической собственности, также указывалось, что в 1984–1985 годах ущерб от всех видов потерь в Молдавпотребсоюзе превысил 12 миллионов рублей заодно подробно рассказывалось о злоупотреблениях в период работы в должности секретаря районного комитета партии. Указом Президиума Верховного Совета СССР от 29 июля 1986 по представлению ЦК КП МССР указ от 8 декабря 1973 в части присвоения звания Героя Социалистического Труда был отменён, однако остальных наград не лишался. Работал старшим научным сотрудником в Научно-исследовательском институте сельского хозяйства до 1999. Награждён орденами Ленина, Трудового Красного Знамени, «Знак Почёта», медалями, румынской медалью, также двумя серебряными и бронзовой медалями ВДНХ СССР. Восстановленный в звании Героя Социалистического Труда (медаль № 15070, орден Ленина № 421448) после отмены награждения, указом Президента Республики Молдова от 13 ноября 1996 восстановлен в правах на награды СССР: звание Героя Социалистического Труда и орден Ленина. Похоронен на кладбище Святого Лазаря.

## Публикации
- Бодур И. Д. Экономика производства кормов в колхозах северной зоны Молдавской ССР. Автореферат диссертации на соискание учёной степени кандидата экономических наук. 1970.[1]
- Бодур И. Д. Интенсификация кормопроизводства и перевод его на промышленную основу. — М. : ВНИИТЭИСХ (ВИНТИСК), 1978. — 51 с.
- Бодур И. Д., Кривчанский И. Е. Приусадебное кролиководство. Кишинёв, Картя Молдовеняскэ (Молдавская книга), 1982.[2]
- Бодур И. Д., Кривчанский И. Е. Кролиководство. 1988. Ташкент, Изд-во Мехнат. ISBN 5-8244-0161-6.[3]
- Лёгкий Н. Т., Бодур И. Д., Кривчанский И. Е. Личное подсобное и садово-огородное хозяйство. — М. : Изд-во МСХА, 1994. — 298 с. — ISBN 5-7230-0201-5.